# MGTOW

Міжнародний символ MGTOW створений Peter Wright у 2013 році

MGTOW (англ. Men Going Their Own Way, чоловіки, що йдуть своїм шляхом, вимовляється як [ˈmɪɡtaʊ]) — рух гетеросексуальних чоловіків, переважно присутніх в псевдонім онлайн-спільнотах, підтримуваних вебсайтами та присутністю в основному у соціальних мережах, що зародився в Західному світі та в різній ступені дистанціюється від жінок, особливо від шлюбу. Будучи частиною сучасного загального чоловічого руху, розділяє його погляд на сучасні соціальні проблеми чоловіків, але прихильники бачать вирішення їх у добровільному відстороненні частково або повністю від жінок та інших суспільних інститутів в близьких стосунках з жінками.
Спільнота є частиною того, що більш широко називається маносферою. MGTOW — це «… обіцянка утримуватися від жінок у серйозних стосунках, та не мати дітей …». MGTOW зосереджується на власному суверенітеті особистості чоловіків, а не на зміні статус-кво через активізм і протести проти жінок, дискримінації чоловіків та фемінізму, що робить MGTOW відмінним від руху за права чоловіків в цілому.

## Історія
Хоча неясно, звідки виникла ідеологія MGTOW, вважається, що вона з’явилася на початку 2000-х років. Блог під назвою No Ma'am був одним із перших сайтів, присвячених ідеології, опублікувавши «Маніфест MGTOW» у 2001 році. Раніше члени MGTOW були переважно лібертаріанцями. Існує розрив між ранніми та сучасними членами MGTOW, причому деякі попередні члени висловлюють насмішку над сучасною спільнотою MGTOW. Було кілька відомих онлайн-сайтів MGTOW, включаючи subreddit r/MGTOW, створений у 2011 році, менші допоміжні субреддити та MGTOW Forum, незалежний вебсайт, який з’явився у 2014 році. Після заборони Reddit у 2017 році великого субреддиту incel, r/MGTOW на короткий час був найбільшим і найактивнішим форумом про маносферу на сайті.
За словами Мака Ламуре (Mack Lamoureux), «… історія спільноти MGTOW є темною, але вона, швидше за все, народилася в середині-початку 2000-х років двома чоловіками, які відомі за онлайн-псевдоніми Solaris і Ragnar …». Хоча MGTOW найбільше пов'язується з онлайн-форумами Reddit (UK Express називає MGTOW «рухом Reddit»), на YouTube також є відео з тематикою MGTOW.

## Погляди

### Жінки і фемінізм
MGTOWs виступають за чоловічий сепаратизм і вважають, що суспільство було розбещене фемінізмом. MGTOWs стверджують, що фемінізм зробив жінок небезпечними для чоловіків, і що самозбереження чоловіків вимагає повного відмежування від жінок. Рівні залучення до MGTOW варіюються від усвідомлення "червоної таблетки", до відмови від стосунків (включаючи "шлюбні страйки"), до економічного та суспільного роз'єднання.
MGTOWs вважають, що існує системний гіноцентричне упередження щодо чоловіків, включаючи подвійні стандарти у гендерних ролях, упередженість до чоловіків у сімейних судах, відсутність стурбованості чоловіками, котрі були помилково звинувачені у зґвалтуванні, та відсутність наслідків для їх обвинувачувачів. За словами Анжели Нагле, їх риторика передбачає, що "покарання і помста" проти жінок є рушійною силою MGTOW. 
Члени спільнот MGTOW відстежують свою взаємодію з ідеологією на чотирьох рівнях. На першому рівні чоловіки вважають, що ними користуються та маніпулюють жінки (так звані «ситуаційна обізнаність» або «червона пігулка»), але все ще вірять у цінність шлюбу; їх іноді описують як «фіолетові пілі».